# Master groove circle
『master groove circle』（マスター・グルーブ・サークル）は、I'veのコンピレーションリミックスアルバム。 2008年9月24日にジェネオンエンタテインメントから発売された。

## 解説
I'veの代表曲が世界の有名アーティストによってリミックスされた。通常盤と初回限定盤の2種類が発売された。ただし通常盤の販売は初回限定盤の出荷・在庫が無くなり次第販売される。価格は両方とも同じ。初回限定盤は「特製缶ケース仕様」「オリジナルステッカー同梱」となっている。ちなみに通常版は存在していない。｢HARD STUFF｣は高瀬一矢&中沢伴行のユニット。このアルバムはあくまで世界の有名アーティストによってリミックスされたサウンドを売りとしてリリースされており、歌姫達の歌唱はあまりメインとされていないため、歌詞カードは同封されていない。曲の終了後、次の曲がノンストップで流れる。リミキサー陣は、フランスのDeep Forest、オランダアムステルダムのG.M.S.、さらにDisc1のKOTOKOが歌う「リアル鬼ごっこ」のリミックスを、キアヌ・リーブス主演の映画、マトリックスシリーズに「Samurai」、完結編「レボリューションズ」の主題歌である「Navras」などを提供したジュノ・リアクターが参加している。

## 収録曲

### DISC1：CD
1. Suppuration -core- [G･M･S Re-mix] [8:41]
歌：KOTOKO
2. TRILL [Shiva Jorg Re-mix] [5:37]
歌：川田まみ
3. kicks! [SINE6 remix] [6:31]
歌：MELL
4. リアル鬼ごっこ [Ben Watkins from JUNO REACTOR remix] [5:15]
歌：KOTOKO
5. IMMORAL [SORMA No.1 Re-mix] [5:01]
歌：川田まみ
6. WHEEL OF FORTUNE (運命の輪) [SINE6 remix] [7:36]
歌：島みやえい子
7. Change of heart [ soyuz project remix] [5:45]
歌：詩月カオリ

### DISC2：CD
1. Re-sublimity [Shiva Jorg & HARD STUFF remix] [7:01]
歌：KOTOKO
2. ひぐらしのなく頃に [SORMA No.1 Re-mix] [5:44]
歌：島みやえい子
3. radiance [JOYBASU Re-mix] [5:44]
歌：川田まみ
4. Red fraction [G･M･S Re-mix] [6:02]
歌：MELL
5. UZU-MAKI [EAT STATIC Re-mix] [6:00]
歌：KOTOKO
6. no vain [G･M･S Re-mix] [7:34]
歌：MELL
7. ひかりなでしこ [ Eric Mouquet from Deep Forest remix] [7:07]
歌：島みやえい子